# Майк и Дейв си търсят гаджета
„Майк и Дейв си търсят гаджета“ (на английски: Mike and Dave Need Wedding Dates) е американска романтична комедия от 2016 г. на режисьора Джейк Шимански, а сценарият е на Андрю Джей Коен и Брендан О'Брайън, и участват Зак Ефрон, Ана Кендрик, Адам Девайн, Обри Плаза и Стивън Рут. Премиерата на филма се състои в Лос Анджелис на 30 юни 2016 г., и е пуснат по кината на 8 юли 2016 г от „Туентиът Сенчъри Фокс“.